# Октябрьский (Льговский район)
Октябрьский — хутор в Льговском районе Курской области России. Входит в состав Городенского сельсовета.

## География
Хутор находится в бассейне Сейма, в 51 км от российско-украинской границы, в 55 км к юго-западу от Курска, в 10,5 км к востоку от районного центра — города Льгов, в 3 км от центра сельсовета — села Городенск.
Климат
Октябрьский, как и весь район, расположен в поясе умеренно континентального климата с тёплым летом и относительно тёплой зимой (Dfb в классификации Кёппена).
Часовой пояс
Хутор Октябрьский, как и вся Курская область, находится в часовой зоне МСК (московское время). Смещение применяемого времени относительно UTC составляет +3:00.

## Население
| 2002 | 2010 |
| ---- | ---- |
| 31   | ↘12  |

## Инфраструктура
Личное подсобное хозяйство. В хуторе 26 домов.

## Транспорт
Октябрьский находится в 5,5 км от автодороги регионального значения 38К-017 (Курск — Льгов — Рыльск — граница с Украиной) как часть европейского маршрута E38, на автодорогe межмуниципального значения 38Н-433 (Льгов — Городенск — Борисовка — Речица), в 5,5 км от ближайшего ж/д остановочного пункта 412 км (линия Льгов I — Курск).
В 138 км от аэропорта имени В. Г. Шухова (недалеко от Белгорода).